# Luca Stricagnoli

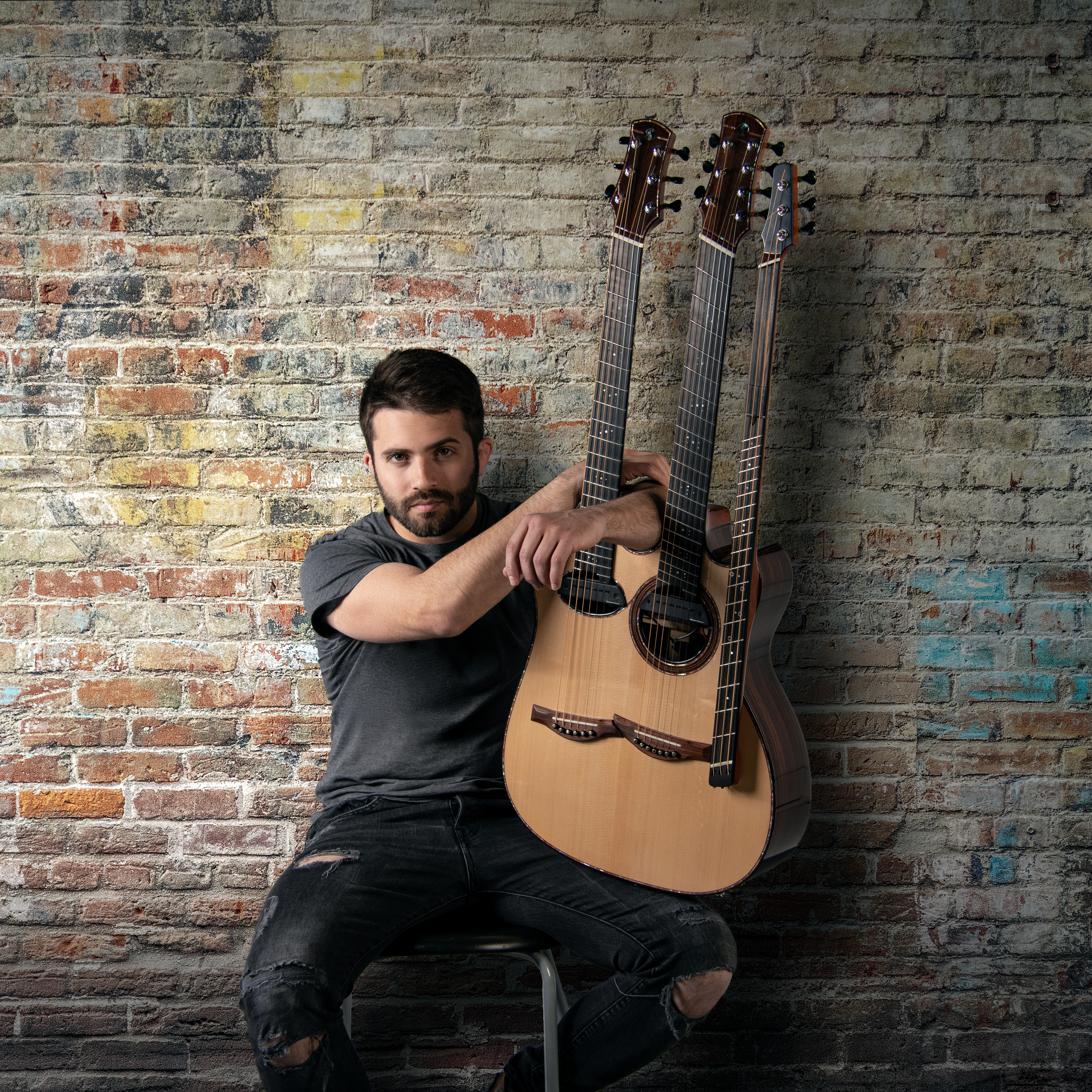
Luca Stricagnoli mit Dreihals-Gitarre

Luca Stricagnoli (* 25. Oktober 1991 in Varese) ist ein italienischer Fingerstyle-Gitarrist und Komponist.

## Biografie
Stricagnoli wurde 1991 im lombardischen Varese geboren. Im Alter von 10 Jahren begann er klassische Gitarre zu spielen. Beeindruckt von YouTube-Videos, die er im Kanal des Labels Candyrat Records sah, entwickelte er eigene Spielstile, unter anderem Performances mit verschiedenen Instrumenten, kombiniert mit zum Teil selbst entwickelten Gitarren. Seine Vorbilder sieht er unter anderem in Tommy Emmanuel und Andy McKee, die er als seine wichtigsten musikalischen Einflüsse bezeichnet.
2016 verließ er Italien und zog nach Baden-Württemberg, wo er sich mit der Singer-Songwriterin Meg Pfeiffer verlobte, die er 2021 heiratete.

## Musikkarriere
2012 unterschrieb er einen Plattenvertrag bei Candyrat Records. Sein erstes Album Luca Stricagnoli beinhaltet acht Coverstücke und zwei Eigenkompositionen. 2015 veröffentlichte er sein Debütvideo bei YouTube, eine Coverversion des Titels Thunderstruck von AC/DC. Dieses Video erreicht über acht Millionen Abrufe. Inzwischen erreichen seine Videos mehr als 50 Millionen Klicks. Die kanadische Band Walk Off the Earth erklärt auf ihrem Youtube-Kanal: „… Checking out this incredible acoustic cover of AC/DC's Thunderstruck by Luca Stricagnoli. This guy takes tapping to the next level! (Dieser Typ bringt „Tapping“ auf die nächste Stufe).“ Er ging auf Tournee durch Russland, China, USA, Kanada, Lettland, Italien, Deutschland, England, Madagaskar, Reunion und Norwegen, gibt Workshops und tritt gemeinsam bei Festivals mit anderen Gitarristen auf.
Die Fachzeitschrift guitar berichtete im Dezember 2016 über Stricagnoli; Jörg Witzsch stellte ihn in einem Rundfunkspecial bei unplugged@SWR1 vor. Ende 2016 trat er anlässlich eines Handballspiels in der Stuttgarter Porsche-Arena auf. Im Januar 2017 ging er im Rahmen der International Guitar Night mit Lulo Reinhardt, Debashish Bhattycharia und Chrystian Dozza auf eine Tournee durch Nordamerika.
Im Protonstudio in Geislingen produzierte er 2017 sein zweites Album What If?, das beim Plattenlabel Candyrat Records (USA) veröffentlicht wurde. Zur Albumveröffentlichung erschienen zunächst die Videos der Coversongs Now We Are Free sowie Feel Good Inc., das in den sozialen Medien innerhalb der ersten Woche über 14 Millionen Abrufe hatte. Er spielt bei den Songs mit einer Gitarre mit drei Hälsen, die nach seinen Vorgaben vom italienischen Gitarrenbauer Davide Serracini angefertigt wurde. Unter den beiden Hälsen mit 6 und 7 Saiten befindet sich darunter ein „reversed“-Basshals mit drei Saiten, so dass Stricagnoli zeitgleich neben Melodie und Scratches auch den Bass sowie die Perkussion spielen kann. In einem Interview mit Spiegel Online wurden erstmals auch Bilder vom Prototyp seiner Erfindung veröffentlicht. Die italienische Tageszeitung La Repubblica schreibt von einem „Phänomen, das gleichzeitig fünf Gitarren spielen kann“.
Im Oktober 2017 ging Stricagnoli erneut auf Tournee und wurde musikalisch von seiner Lebensgefährtin Meg Pfeiffer begleitet. Im November 2017 veröffentlicht er eine Coverversion des Titels Bitter Sweet Symphony (The Verve) über das deutsche Indie-Label Astral Music. Die Dreharbeiten für das Video fanden im Oktober 2017 inmitten einer Menschenmenge auf dem Cannstatter Volksfest in Stuttgart statt. Hintergrund der Aktion war es, herauszufinden, ob und wie viel Beachtung und Aufmerksamkeit einem Künstler in einer solchen Situation zuteilwird, insbesondere wenn akustisch und ohne Beschallungsanlage gespielt wird. Im Dezember 2017 veröffentlicht er das Video auf seinem Youtube-Kanal.

## Diskografie
ALBEN
| Jahr | Art   | Name             | Label                  | Bemerkungen                              | Titelliste |
| ---- | ----- | ---------------- | ---------------------- | ---------------------------------------- | --- |
| 2015 | Album | Luca Stricagnoli | Candyrat Records (USA) | Erstveröffentlichung: 27. Januar 2015    | 01. Seven Nation Army 02. Conquest of Paradise 03. Madness 04. Thunderstruck 05. The Future 06. Paradise 07. Us 08. The Last of the Mohicans 09. Braveheart 10. Starlight                     |
| 2017 | Album | What if?         | Candyrat Records (USA) | Erstveröffentlichung: 29. September 2017 | 01. Feel Good Inc. 02. The Showman 03. Thriller 04. Round Thing 05. Can't Stop 06. Away With The Wind 07. Sweet Child O' Mine 08. Stars 09. Misirlou 10. Now We Are Free (feat. Meg Pfeiffer) |

SINGLES
| Jahr | Art    | Name                  | Label             | Bemerkungen                             | Titelliste                |
| ---- | ------ | --------------------- | ----------------- | --------------------------------------- | ------------------------- |
| 2017 | Single | Bitter Sweet Symphony | Astral Music (DE) | Erstveröffentlichung: 17. November 2017 | 01. Bitter Sweet Symphony |

FEATURES
| Jahr | Art   | Name         | Label                  | Bemerkungen                                                                                  |
| ---- | ----- | ------------ | ---------------------- | -------------------------------------------------------------------------------------------- |
| 2017 | EP    | Perfect Life | Astral Music (DE)      | Erstveröffentlichung: 4. Mai 2017 Songtitel: „Love Is What We Need“ (feat. Luca Stricagnoli) |
| 2017 | Album | What If?     | Candyrat Records (USA) | Erstveröffentlichung: 29. September 2017Singtitel: „Now We Are Free“ (feat. Meg Pfeiffer)    |